# Olaf Stapledon
William Olaf Stapledon (Seacombe, 10 de maio de 1886 – Caldy, 6 de setembro de 1950), popularmente conhecido como Olaf Stapledon, foi um filósofo e escritor britânico famoso por seus trabalhos de ficção científica.

## Biografia
Olaf nasceu no distrito de Seacombe, em Wallasey, no condado de Cheshire, em 1886. Era filho único de William Clibbett Stapledon e Emmeline Miller. Até os 6 anos, Olaf morou em Port Said, no Egito. Estudou na Abbotsholme School e no Balliol College, em Oxford, onde obteve um bacharelado em Artes com habilitação em História Moderna, em 1909, com mestrado em Artes em 1913.
Após um breve cargo de professor na Manchester Grammar School, Olaf trabalhou em escritórios dos portos de Liverpool e Port Said entre 1910 e 1912. Entre 1912 e 1915, trabalhou para o escritório de Liverpool da Associação de Professores da Inglaterra.

## Primeira Guerra Mundial
Na Primeira Guerra Mundial, Olaf foi um objetor de consciência. Trabalhou no conflito como motorista de ambulância com uma associação de resgatistas na França e na Bélgica entre julho de 1915 e janeiro de 1919 e por seu trabalho ajudando feridos, ele foi condecorado com a Cruz de Guerra de Operações no Exterior, por bravura.
Suas experiências na guerra influenciaram seus princípios pacifistas e o desejo de um governo mundial capaz de advogar por toda a humanidade.
Em 16 de julho de 1919, Olaf casou-se com Agnes Zena Miller (1894–1984), uma prima sua da Austrália. Eles se conheceram em 1903 e mantiveram intensa correspondência durante o período da guerra. O casal teve uma filha, Mary Sydney Stapledon (1920–2008), e um filho, John David Stapledon (1923–2014). Em 1920, o casal se mudou para West Kirby.
Pela Universidade de Liverpool, em 1925, Olaf obteve um doutorado em filosofia, que tornou-se a base para seu livro A Modern Theory of Ethics (1929). Ele logo se voltou para a ficção como forma de levar suas ideias e conceitos para o público em geral. Com o sucesso obtido com o livro Last and First Men (1930), Olaf passou a trabalhar de maneira integral como escritor.

## Segunda Guerra Mundial
Deixando de lado o pacifismo, Olaf apoiou os esforços de guerra durante a Segunda Guerra Mundial. Em 1940, a família Stapledon construiu e se mudou para uma nova casa em Caldy, onde Olaf e a esposa ficariam pelo resto da vida. Neste período, Olaf tornou-se apoiador de J.B. Priestley e Richard Acland, a ala esquerdista do Common Wealth Party, bem como do grupo internacionalista da União Federal.
Com o fim da guerra, a partir de 1945, Olaf viajou para dar palestras e para divulgar seus livros, tendo visitado a Holanda, Suécia e França e em 1948, ele discursou no Congresso Mundial de Intelectuais pela Paz em Cracóvia, na Polônia. No ano seguinte, esteve na Conferência de Paz em Nova York, o único britânico a conseguir o visto para o evento. Em 1950, envolveu-se com o movimento anti-apartheid.

## Morte
Após várias semanas lecionando em Paris, Olaf cancelou uma viagem à então Iugoslávia e voltou para casa, em Caldy. Ele teve um infarto e morreu em 6 de setembro de 1950, aos 64 anos. Olaf foi cremado no crematório do Cemitério de Landican. Sua esposa e seus filhos espalharam suas cinzas pelas colinas perto do estuário do rio Dee, um dos locais favoritos de Olaf ao buscar inspiração para seus livros.

### Ficção
- Last and First Men: A Story of the Near and Far Future (1930)
- Last Men in London (1932)
- Odd John: A Story Between Jest and Earnest (1935)
- Star Maker (1937)
- Darkness and the Light (1942)
- Old Man in New World (conto, 1944)
- Sirius: A Fantasy of Love and Discord (1944)
- Death into Life] (1946)
- The Flames: A Fantasy (1947)
- A Man Divided (1950)
- Four Encounters (1976)
- Nebula Maker (rascunho de Star Maker, 1976)
- East is West (póstumo, 1979)

### Não ficção
- A Modern Theory of Ethics: A study of the Relations of Ethics and Psychology (1929)
- Waking World (1934)
- Saints and Revolutionaries (1939)
- New Hope for Britain (1939)
- Philosophy and Living, 2 volumes (1939)
- Beyond the "Isms" (1942)
- Seven Pillars of Peace (1944)
- Youth and Tomorrow (1946)
- Interplanetary Man (1948)
- The Opening of the Eyes (ed. Agnes Z. Stapledon, 1954)

### Poesia
- Latter-Day Psalms (1914)